# Reprezentacja Wielkiej Brytanii w hokeju na trawie kobiet
Reprezentacja Wielkiej Brytanii w hokeju na trawie kobiet uczestniczy w międzynarodowych rozgrywkach podczas igrzysk olimpijskich i należy do czołowych zespołów. Zdobyła w swej historii jeden złoty i trzy brązowe medale Igrzysk Olimpijskich.
Jest członkiem Europejskiej Federacji Hokeja na Trawie (EHF), ale nie uczestniczy w mistrzostwach Europy.
Nie należy do Międzynarodowej Federacji Hokeja na Trawie (FIH), w związku z tym nie uczestniczy w mistrzostwach świata (w rozgrywkach bierze udział Anglia, Szkocja i Walia). 
Reprezentacja Anglii wielokrotnie brała udział w zawodach Champions Trophy zajmując 2. miejsce w 2012 roku i 3. miejsce w 2010 roku.

## Osiągnięcia

### Igrzyska olimpijskie
- nie startowała - 1980
- nie startowała - 1984
- 4. miejsce - 1988
- 3. miejsce - 1992
- 4. miejsce - 1996
- 8. miejsce - 2000
- nie startowała - 2004
- 6. miejsce - 2008
- 3. miejsce - 2012
- 1. miejsce - 2016
- 3. miejsce - 2020
- 8. miejsce - 2024